# Marjatta Muttilainen-Olkkonen
Marjatta Vilhelmiina Muttilainen-Olkkonen (* 21. August 1946 in Virrat) ist eine ehemalige finnische Skilangläuferin.
Muttilainen-Olkkonen, die für den Juvan Urheilijat startete, belegte bei den Olympischen Winterspielen 1968 in Grenoble den 11. Platz über 5 km und den vierten Rang mit der Staffel. Ende Februar 1970 siegte sie bei den Lahti Ski Games mit der Staffel. Im folgenden Jahr errang sie bei den Svenska Skidspelen mit der Staffel den dritten Platz. Bei den Olympischen Winterspielen 1972 in Sapporo lief sie auf den 22. Platz über 10 km. Im März 1972 kam sie bei den Lahti Ski Games auf den zweiten Platz mit der Staffel.